# لاكي لوك

غلاف قصّة (قرية ديزي) التي نشرت عام 1989 و يظهر فيه البطل لاكي لوك

لاكي لوك (Lucky Luke) والترجمة الحرفية للاسم هي (لوقا المحظوظ) هي سلسلة قصص مصوّرة فكاهية كتبها مؤلف الكرتون البلجيكي موريس في عام 1946. قام العديد من الكتّاب بتزويد حبكات للسلسلة بدءاً من العام 1955, وأوّلهم كان الكاتب الفرنسي ريني جوسّيني (رينيه جوسيني). قام الفنان الفرنسي Achde بإكمال العمل على السلسلة بعد موت موريس سنة 2001. تقع أحداث السلسلة في الغرب الأمريكي القديم ويبرز فيها البطل لاكي لوك، وهو راعي بقر يُعرف بأنّه (الرجل الذي يطلق النار أسرع من ظلّه), وبصحبته حصانه جولي جمبر (أصيل في بعض الترجمات العربيّة) وفي كثير من القصص كلب يدعى رانتان بلان (كلبوش ران بلان في بعض الترجمات العربية). لاكي لوك مكلّف بإعادة العدالة إلى الغرب البعيد عن طريق مطاردة العصابات وقطّاع الطرق والإيقاع بهم، ومن أشهر هؤلاء المجرمين الإخوة دالتون. القصص مفعمة بالعناصر الفكاهية التي تحاكي بشكل ساخر نمط الكتابة عن الغرب البعيد (Western). لاكي لوك واحدة من أشهر القصص المصوّرة وأكثرها تحقيقاً للمبيعات في أوروبا، وقد تم ترجمتها إلى العديد من اللغات بينها اللغة العربية (لم تترجم كل القصص بشكل رسمي إلى العربية وبعض القصص تمّت ترجمتها على شبكة الإنترنت من قبل هواة). ظهر من السلسلة 68 ألبوماً حتى العام 2014 . في بداية الأمر نشرت السلسلة دار دوبوي (Dupuis), ثم منذ العام 1968 نشرتها (Dargaud), ومنذ العام 1999 من قِبَل (Lucky comics). كان يتم نشر كل قصّة بالتسلسل أوّلاً على شكل حلقات في مجلّة: بداية في مجلّة سبيرو بين العامين 1946 و 1967 , في مجلّة بايلوت بين العامين 1967 و 1973 , مجلّة لاكي لوك 1974-1975 , في الإصدار الفرنسي لمجلّة تان تان عامي 1975 – 1976 , وبعد هذا في العديد من المجلّات الأخرى. تم تهييئ العديد من وسائط الإعلام الأخرى للسلسلة غير القصص المصوّرة مثل أفلام الرسوم المتحركة وسلاسل تلفزيونية وأفلام واقعيّة وألعاب فيديو وألعاب لوحات ونماذج ألعاب. تم ترجمة حوالي نصف السلسلة إلى اللغة الإنكليزيّة. ترجمت قصص لاكي لوك إلى 23 لغة منها العديد من اللغات الأوروبيّة وبعض اللغات الإفريقيّة والآسيويّة ومن بينها العربية.

## تاريخ النشر
قام المؤلف البلجيكي موريس بتأليف قصص الكوميكس التي تحاكي أسطورة الغرب القديم بشكل ساخر منذ العام 1946 وحتى موته عام 2001 . قصة لاكي لوك الأولى كانت بعنوان (أريزونا 1880) وقد نشرت بعدد المجلة البلجيكيّة الفرنسيّة (سبيرو) في 7 ديسمبر  1946 . بعد العديد من السنوات من العمل منفرداً، بدأ موريس العمل بالاشتراك مع ريني جوسيني الذي أصبح الكاتب لأحداث القصص خلال الفترة التالية التي اعتبرت الفترة الذهبيّة للسلسلة. وبدأت هذه الفترة بقصّة (سياج على المرج) التي نشرت بتاريخ 25 آب (August) لعام 1955 في سبيرو. وفي عام 1967 أنهت السلسلة فترة من النشر في مجلّة سبيرو لتنتقل بعدها إلى النشر في مجلة جوسيني الخاصّة (بايلوت / Pilote) وبدأ هذا بقصّة (عربة الجياد) وهذا أنهى أيضاً فترة طويلة من العمل مع مؤسسة دوبوي للنشر.
بعد موت جوسيني في 1977 قام العديد من الكتّاب بالكتابة عوضاً عنه للسلسلة ومنهم (رايموند أنتوني / Raymond Antoine) و (بوب دي جروت / Bob de Groot) و (جين ليتورجيه / Jean Leturgie) و (لو هارتوج فان باندا / Lo Hartog van Banda). وفي نسخة العام 1993 من مهرجان أنغوليمي العالمي للقصص المصوّرة تم منح لاكي لوك عرضاً تكريميّاً.
بعد موت موريس عام 2001 قام الرسّام الفرنسي (Achde) بإكمال العمل على السلسلة بالتعاون مع الكتّاب (لورينت جيرا) و (دانييل بيناك) و (تونينو بيناسكويستا).
تمّت ترجمة قصص لاكي لوك إلى اللغات التالية: الأفريقانيّة والعربيّة والبنجاليّة والبوسنيّة والكاتالونيّة والكرواتيّة واليونانيّة والدنماركية والهولندية والإنجليزيّة والإستونيّة والفنلنديّة والألمانيّة والتشيكوسلوفاكيّة والعبرية والهنغاريّة والآيسلندية والأندونيسيّة والإيطاليّة والنرويجيّة والبولنديّة والبرتغاليّة (في كلّ من البرازيل والبرتغال) والصربيّة والسلوفانيّة والإسبانيّة والسويديّة والتركيّة والفيتناميّة ولغة إقليم ويلز والتاميليّة (لغة ولاية «مدارس» بالهند والأجزاء الشماليّة والشرقية من «سيلان»).

## السلسلة الرديفة
بدأت سلسلة رديفة بعنوان (رانتانبلان / Rantanplan) عام 1987 ببطولة الكلب الغبي صديق لاكي لوك. كتبها على مر السنين العديد من فرق العمل المتعاقبة والرسامين. حصلت الشخصيّة أيضاً على مسلسل رسوم متحرّكة تلفزيوني بعدد 76 حلقة عام 2006.
سلسلة أخرى بعنوان لاكي الطفل تم تصميمها عام 1995 وكان الهدف منها جذب القرّاء صغار السن. البطل فيها هو لوك عندما كان صغيراً وهو موضوع شديد الشعبيّة منذ فترة مجلّة سبيرو. تم إصدار ألبومين من هذه السلسلة مع شخصيّة لوك الطفل بعنوان: لاكي الطفل وجيم أوكلاهوما. قام بمهمة الكتابة والرسم كلّ من الكاتب المخضرم جان ليتورجيه والرسام المجهول بيرس الذي اتّضح لاحقاً أنّه الاسم الحركي المشترك لكلّ من يان ليبينيتير وديدي كونراد. تم إلغاء السلسلة لاحقاً بسبب المبيعات الضئيلة وأزيل الألبومان من قائمة ألبومات سلسلة لاكي لوك الرسميّة. ولكن تمّ إعادة إطلاق السلسلة في عام 2011 وأخذ العمل على عاتقه الفنان الفرنسي (Achde) بمفرده. حتى هذا التاريخ كتب أكدي ثلاثة ألبومات تم إصدارها في الأعوام 2011 و 2013 و 2015.

## القصص
على الرغم من كونه راعي بقر، إلّا أن لاكي لوك دائما ما يظهر بشخصيّة حامي العدالة أو الحارس الشخصي، وهو دائماً ينجح بامتياز نظراً لمهارته الفائقة في استخدام السلاح. ومن مهامه المعتادة مطاردة والقاء القبض على عصابة الإخوة دالتون (جو، ويليام، جاك، آفريل). يمتطي جولي جمبر  «أذكى حصان في العالم» وغالباً ما يرافقه رانتانبلان «أغبى كلب في الكون».
يلتقي لوك العديد من الشخصيّات التاريخيّة الحقيقيّة والتي تعتبر رموزاً في الغرب البعيد مثل جين الكارثة وبيلي الطفل والقاضي روي بين وعصابة جيسي جيمس، ويشارك في العديد من المهمات ومنها حماية عربات ويلز فارجو، بوني إكسبريس، بناء أوّل خط قارّي للتلغراف في أمريكا، الاندفاع نحو الأراضي غير المأهولة لأوكلاهوما، جولة الممثّلة الفرنسية سارا بيرنارديت. بعض القصص تضمّنت صفحة تمّ فيها شرح معلومات عن الأحداث الحقيقيّة التي حدثت في القصّة. قال جوسيني مرّة أنّه وموريس حاولا أن يجعلا قصص لاكي لوك أقرب ما يمكن للتسلسل التاريخيّ الحقيقي والأحداث التي سبق وحصلت في تلك العصور، ولكن من دون أن يؤثّر ذلك على الفكاهة في القصص.
ترتيب الفترات الزمنية لأحداث القصص ضبابيّ وغير واضح وفي كثير من القصص لم يعطَ فترة زمنية محددّة. الأشرار والشخصيّات الأخرى يبدو بأنّها تعيش في فترة من منتصف إلى نهاية القرن التاسع عشر (1850-1900), على سبيل المثال في ألبوم النجم اليومي يلتقي لاكي لوك بهوراس غريلي قبل انتقاله إلى نيويورك في عام 1831. القاضي روي بين الذي امتهن القضاء في عام 1882 ظهر في قصّة أخرى، وفي إحدى القصص شارك لاكي لوك في الأحداث التي حصلت عام 1892 ضدّ عصابة الإخوة دالتون. أمّا لاكي لوك بحدّ ذاته فلا يبدو عليه تغيّر في العمر أبداً في كلّ القصص.
إن وضعنا جانباً القصص الأولى التي أطلق فيها النار وقتل ماد جيم، فيل ديفير وعصابة دالتون القديمة، لم يقتل لاكي لوك أحداً أبداً في أيّة قصّة أخرى بل كان دائماً يفضّل تجريد الناس من أسلحتهم عن طريق إطلاقه عليها.
في نهايات كلّ القصص عدا القصص الأولى، دائماً يُرى لاكي لوك ممتطياً صهوة جولي جمبر في مشهد غروب الشمس وهو يغنّي أغنيته الشهيرة (أنا راعي بقر مسكين وحيد، أين منّي موطني البعيد).

### التدخين
جاوب موريس النقّاد الذين ما برحوا ينتقدونه على عادة التدخين لدى لاكي لوك بقوله:«تدخين السجائر ركن من أركان هذه الشخصيّة، تماماً كما هو الغليون (البايب) بالنسبة للبحّار باباي أو مايغريت», ظهرت شائعة بأنّ موريس أُجبرَ على إزالة التدخين من حياة الشخصيّة ولاكي لوك الذي اعتاد أنّ يدخّن بشراهة اضطر أن يترك التدخين من أجل أسباب اقتصاديّة. أغلب الظنّ من أجل أن يحوز جمهوراً في السوق الأمريكيّة.
فاز موريس بجائزة من منظّمة الصحّة العالمية عام 1988 عندما استبدل سجائر لاكي لوك بعود من القشّ في قصّة (أصابع) التي صدرت عام 1983 .
في عام 2007 في فيلم الرسوم المتحرّكة للاكي لوك يشاهَد لاكي لوك مستخدماً ما يشبه لصقات النيكوتين وأشار إلى هذا بقوله: «اضطر إلى مضغ عود من القش من قبل حين أقلع عن التدخين». في قصّة (جسر على الميسيسيبي) الصادرة عام 1994 شوهد يدخّن سيجارة مجدّداً مع أنّه ادّعى بأنّها من أجل التغلب على الملل فقط. بينما في قصّة (سارا بيرناردت) الصادرة عام 1982 وبعد أوامر صارمة من لوك بعد إشعال أيّة نيران، يقوم الطاهي بإيقاد النار من أجل إعداد كعكة، وفي هذه الأثناء يشاهد لوك مشعلاً سيجارة بوضع عصبيّ ولكن سرعان ما يطيح بها جولي جمبر مذكّراً إيّاه بالأوامر التي أصدرها هو بذاته لعدم إشعال النار.

### الأنماط
قسم من الفكاهة في لاكي لوك يعتمد على الصور النمطية والأفكار المطروقة التي تتضمّن الفروق العرقيّة بين الناس، مثل الشكل الخبيث للصينيّين وكسل المكسيكيّين، الأمريكيّون الأصليّون، الإيرلنديّين والإيطاليّين، بالإضافة إلى تضمين القصص جانباً مظلماً للأمريكيّين الأفارقة.
وفقاً ل (مراسلوا الكوكب المحظور): «قاموا باللعب على وتر الأفكار المطروقة للفكاهات، وهذا ولّد فكاهة لربّما اعتُبِرَت في أوقاتنا هذه تمييزاً عرقيّاً (كسل المكسيكيّين وخبث الصينيّين) ولكن كلّ هذا ممزوج ببعض التهكّم والتلاعب الهجائيّ الذي يعكس الابتذال في التعامل الاجتماعي السائد في عصرنا».
على أيّة حال، لوك بحدّ ذاته يعامل كل الناس باحترام ويحمي جميع البريئين ضدّ الخارجين عن القانون.

### الأشخاص الحقيقيّون اللذين ظهروا في قصص لاكي لوك
- الحاج علي
- بلاك بارت
- القاضي روي بين
- سارا بيرناردت
- الدوق الكبير أليكسي أليكساندروفيتش
- الولد بيلي
- بوفالو بيل
- إدوين دريك
- جيمس بوكانان إيدز
- عصابة دالتون
- فيرجيل , مورجان و ويات إيرب
- هوريس جريلي
- دوك هوليدي
- جيس جيمس
- أبراهام لينكولن
- جين الكارثة

## الإصدارات التي تمّ جمعها

### بواسطة مورس (1949 - 1958)

#### نشر دوبوي
1. منجم ذهب ديك ديجرز (1949).
2. روديو (1949).
3. أريزونا (1951).
4. تحت السماء الغربية (1952).
5. لاكي لوك ضدّ بات بوكر (1953).
6. خارجون عن القانون (1954).
7. إكسير دوك دوكسي (1955).
8. فيل ديفر (1956).
9. الأقدام الزرقاء قادمة (1958).

### بواسطة موريس وجوسّيني (1957 - 1986)

#### نشر دوبوي
1. سياج على المرج (1958). 11-لاكي لوك ضدّ جوس جامون (1958).

12-أبناء العم دالتون (1958).
13-القاضي (1959).
14-الاندفاع نحو أرض أوكلاهوما (1960).
15-هروب آل دالتون (1960).
16-السفر عبر الميسيسيبّي (1961).
17-على أثر آل دالتون (1962).
18-في ظلّ الروافع (1962).
19-خصماء الوادي الحزين (1962).
20-بيلي الطفل (1962).
21-المرتفعات السوداء (1963).
22-الإخوة دالتون في العاصفة الثلجيّة (1963).
23-الإخوة دالتون دائماً يهربون (1964).
24-قطار العربات (1964).
25-قرية الشبح (1965).
26-الإخوة دالتون يفتدون أنفسهم (1965).
27-سلاح الفرسان رقم 20 (1965).
28-الحَرَسْ (1966).
29-أسلاك شائكة على المرج (1967).
30-جين الكارثة (1967).
31-كعكة التُّرتية للإخوة دالتون (1967).

#### نشر دارجاد
مركبة الجياد العموميّة (1968).
33-العود الطريّ (1968).
34-مدينة الإخوة دالتون (1969).
35-جيسي جيمس (1969).
36-السيرك الغرب (1970).
37-قطّاع طرق الوادي (1971).
38-الأم دالتون (1971).
39-صيّاد الجوائز (1972).
40-الغراندوق (الدوق الكبير) (1973).
41-ميراث رانتانبلان (1973).
42-سبع قصص كاملة-الجزء الأوّل (1974).
43-راعي البقر الأبيض الأنيق (1975).
44-علاج آل دالتون (1975).
45-الإمبراطور سميث (1976).
46-السلك المغنّي (1977).
استثنائيّة - أغنية آل دالتون الراقصة (1978).
50- حبل الرجل المعلّق (1981).
51- قرية ديزي (1983).
55-أغنية آل دالتون وقصص أخرى (1986).

### بواسطة موريس وبعض الكتّاب الآخرين (1980 - 2002)

#### نشر دارجاد
47- غنيمة آل دالتون (1980) / بواسطة فيسك.
48- قاطع الطريق ذو اليد الواحدة (1981) / بواسطة بوب دي جروت.
49-  سارا بيرنارديت (1982) / بواسطة جان ليتورجيه وكزافييه فوش.
52- أصابع (1983) / بواسطة لو هارتوغ فان باندا.
53- النجم اليومي (1983) / بواسطة جان ليتورجيه وكزافييه فوش.
54- خطيبة لاكي لوك (1985) / بواسطة جاي فيدال.
59- مزرعة المواشي الملعونة (1986) / بواسطة جان ليتورجيه وكزافييه فوش وكلود جيلويس.
57- نيتروجليسرين (1987) / بواسطة لو هارتوغ فان باندا.
58- دليل البراءة (1987) / بواسطة كلود جيلويس.
59- بوني إكسبريس (1988) / بواسطة جان ليتورجيه وكزافييه فوش.

#### نشر إصدارات لاكي
60-فقدان ذاكرة آل دالتون (1991) / بواسطة جان ليتورجيه وكزافييه فوش.
61-صيد الشبح (1993) / بواسطة جان ليتورجيه وكزافييه فوش.
62-آل دالتون في زفاف (1993) / بواسطة جان ليتورجيه وكزافييه فوش.
63- جسر عبر الميسيسيبي (1993) / جان ليتورجيه وكزافييه فوش.
64-لاكي الطفل (1995) / بواسطة بيرس وجان ليتورجيه.
65-النجم الفاتن (1995) / بواسطة كزافييه فوش.
67-حظير أو.كي (1997) / بواسطة إريك آدم وكزافييه فوش.
68-جيم أوكلاهوما (1997) / بواسطة بيرس وجان ليتورجيه.
69-مارسيل دالتون (1998) / بواسطة بوب دي جروت.

#### نشر قصص لاكي المصوّرة
70-النبوءة (2000) / بواسطة بواسطة باتريك نوردمان.
71-الرسام (2001) / بواسطة بوب دي جروت.
72-أسطورة الغرب (2002) / بواسطة باتريك نوردمان.

### بواسطة آكدي وبعض الكتّاب الآخرين (منذ العام 2003)
73- الطعام الفرنسي (2003) / بواسطة موريس وكلود جيلويس.
74-الولاية الجميلة (2004) / بواسطة لورينت جيرا.
75-حبل حول العنق (2006) / بواسطة لورين جيرا.
76-الرجل الآتي من واشنطن (2008) / بواسطة لورين جيرا.
77-لاكي لوك ضدّ بانكروتون (2010) / بواسطة دانييل بيناك وتونينو بيناسكويستا.
78-تلميذ الكاوبوي (2011).
79-الركاب المنعزلون (2012) / بواسطة دانييل بيناك وتونينو بيناسكويستا.
80-حبل صيد الحيوانات الخطر (2013) / بواسطة بيريلوكس.
81-العم دالتون (2014) / بواسطة لورينت جيرا وجاكوس بيسيس.
82-تمثال الهنديّة الحمراء (2015).

#### إصدارالذكرى السنويةرقم 70
خاص-الرجل الذي قتل لاكي لوك (2016) / بواسطة ماتيو بونوم.

### الترجمات إلىاللغة الإنكليزيّة
تمّ نشر لاكي لوك مجلات القص المصوّرة البريطانيّة مثل (Film Fun Comics) أو (Giggle) عام 1967 , وقد تم تغيير اسم لوك في Giggle إلى باك بينغو أو (Buck Bingo).
بدأ كلّ من (Brockhampton Press Ltd) و (Leicester) بنشر القصص بأغلفة قاسية وأغلفة عاديّة، وقد تم نشر ستّة عناوين بين العامين 1972 و 1974 , وتمّت ترجمتها من قبل فريدريك نولان. في عام 1976 أصبحت بروكهامبتون جزءاً من (Hodder&Stoughton Ltd), وقامت المؤسسة تحت منشوراتها الموّجهة للأطفال (Knight Books) بإصدار الكتب الستّة الأولى بقياس ورق صغير بين عامي 1976 و 1977. وفي عامي 1980 و 1982 تم نشر ثلاثة كتب جديدة بالإضافة إلى طبع الكتب الستّة الأولى.

## لاكي لوك في وسائط أخرى

### أفلام
- قام جوسيني بإخراج وإنتاج ثلاثة أفلام رسوم متحرّكة للاكي لوك: قرية ديزي (1971), أغنية آل دالتون الراقصة (1978), إطلاق سراح آل دالتون (1983).
- في عام 1991 تم إنتاج فلمين إيطاليين بتمثيل واقعي الأوّل باسم لاكي لوك والثاني باسم لاكي لوك 2 وكلاهما ببطولة تيرنس هيل.
- في عام 2004 أنتج فيلم تمثيل واقعي بعنوان آل دالتون ومثّل دور لاكي لوك الممثّل (Til Schweiger).
- أنتجت مؤسّسة Xilam  (مؤسسة فرنسيّة تهتمّ بإنتاج الأفلام وسلاسل الرسوم المتحركة) فلماً بعنوان:«إتّجه غرباً: مغامرة لاكي لوك» وقد أطلق في فرنسا في تاريخ 5 كانون الأول (ديسمبر) في عام 2007.[14]
- في عام 2009 قام كلّ من (Yves Marmion) و (UGC) (منتجا فلم آل دالتون 2004) بإنتاج فلم بعنوان (لاكي لوك) ببطولة النجم الفرنسي (Dujardin).

### تلفاز
- في عام 1983 اشترك كلّ من (دار نشر هانا باربيرا) و (قناة فرنسا الثالثة / France 3) و (شركة جوموت لإنتاج الأفلام) بالإضافة إلى كاتب ومبتدع السلسلة موريس من أجل إطلاق سلسلة رسوم متحرّكة تلفزيونيّة بعنوان «لاكي لوك» واحتوت على 26 حلقة. ممثّلو الأصوات الرئيسيّون في السلسلة هم:

| الدور           | الممثل          |
| لاكي لوك        | William Callawy |
| جولي جمبر/أصيل  | Robert Ridgely  |
| بوشواك          | Paul Reubens    |
| جو دالتون       | Frank Welker    |
| جاك دالتون      | Rick dees       |
| ويليام دالتون   | Fred Travalena  |
| آفريل دالتون    | Bob Holt        |
| الأم دالتون     | Mitzi McCall    |
| Peter Cullen    |                 |
| Pat Fraley      |                 |
| Barbara Goodson |                 |
| Mona Marshall   |                 |

- في عام 1991 أنتجت (IDDH)  سلسلة جديدة من 26 حلقة بالتعاون مع موريس.
- في عام 1992 تم إنتاج مسلسل تمثيل واقعي إيطالي بعنوان «مغامرات لاكي لوك», يعتمد المسلسل في أحداثه على أحداث أفلام السنة التي سبقته وكان النجم فيه تيرنس هيل مرّة أخرى.
- في عام 2001 قامت مؤسسة (Xilam)  بإنتاج مسلسل رسوم متحرّكة بعنوان «المغامرات الجديدة للاكي لوك» بعدد 52 حلقة، وهو متوفّر على 8 أقراص DVD بمساري صوت إنجليزي وفرنسي . قامت المؤسسة أيضاً بإنتاج سلسلتي رسوم متحرّكة غير تلك الأولى بعنوان (RinTinDump) في عام 2008 والثانية بعنوان (آل دالتون / Les Dalton) عام 2010.

### ألعاب فيديو
على مرّ السنين، تمّ إصدار العديد من ألعاب الفيديو للكثير من منّصات الألعاب، أغلب الألعاب أنتجت بواسطة (InFoGrames). وقد تم إطلاقها في الأسواق الأوروبيّة فقط، أما الألعاب التي أطلقت في أمريكا الشمالية فكانت إصدارات منصّات ألعاب البلي ستيشن وجيم بوي كولور. 
تم تطوير لعبة لأجهزة الهواتف النقالة من قبل شركة (The Mighty Troglodytes).
في عام 2013 أعلن الناشرون الفرنسيّون (Dupuis) و (Anuman interactive) عن تطوير لعبة جديدة بنمط إدارة الوقت بعنوان (لاكي لوك: الطريق السريع العابر للقارات) وتجري أحداثها في ثمانينات القرن التاسع عشر (1880s) لأجهزة الحاسب الشخصي (PC) وأجهزة أنظمة تشغيل الهواتف الذكيّة (IOS , Android).

#### قائمة بألعاب لاكي لوك
1. لاكي لوك / (TigerHandHeld) – (1984).
2. لاكي لوك / (Infogrames-Commadore) – (1987).
3. لاكي لوك: لعبة الفيديو / (Philips interactive – Philips CD-i) – (1996).[16]
4. لاكي لوك / (Infogrames) لأجهزة الجيم بوي (إصدار خاص بأوروبا) في عام 1996 ونفس الشركة لأجهزة الجيم بوي كولور عام 1999.
5. لاكي لوك / (SNES) (إصدار خاص بأوروبّا لأجهزة الحاسب الشخصي PC) – (1997).
6. لاكي لوك / (Infogrames) (إصدار خاص بأوروبّا لأجهزة Play station عام 1998), (إصدار خاص بأجهزة نظم ويندوز خاص بأوروبا عام 1998).
7. لاكي لوك: قطار الخارجين عن القانون / (Infogrames) (إصدار خاصّ بأوروبا لأجهزة الجيم بوي كولور) – (2000).
8. لاكي لوك: الحمّى الغربيّة / (إصدار خاصّ بأوروبّا لأجهزة ال Play station  و PC) – (2001).
9. لاكي لوك: مطلوب! / (Game Boy Advance) (إصدار خاصّ بأوروبا)– (2001).
10. اتجه نحو الغرب ! مغامرة لاكي لوك / (أجهزة Ds , PC , WII) – (2007).

## في الثقافة الشعبيّة
في مركز القصص المصوّرة البلجيكيّ في بروكسل، خصّصَ المعرض الدائم هناك جناحاً دائماً لروّاد القصص المصوّرة ومن بينهم مورّيس. وفي الغرفة المخصّصة لأعماله يمكن بسهولة ملاحظة ظلّ لاكي لوك على الأرضيّة والجدران.
في عام 1992 وكجانب من (طريق بروكسل للقصص المصوّرة) تم تخصيص حائط كامل في (the Rue de la Buandrie/Washissatraat) الواقع في بروكسل لشخصيّة لاكي لوك.
شخصيّة لاكي لوك واحدة من بين شخصيّات القصص المصورة البلجيكيّة التي تم إطلاق أسمائها على الشوارع . فقد أطلق اسمه على شارع (the Rue de la Pierres) ويمكن رؤية اسم (Rue se lucky luke) تحت اللافتة التعريفيّة الرسميّة للشارع.
في شارع ويلي إيرنست في بلجيكا يمكن مشاهدة تمثال لاكي لوك في منتزه Astrid في منطقة (Chrleroi).و الجدران في قطار الأنفاق السريع (Metro parc) مزيّنة بصور من ألبومات لاكي لوك.
في عام 2000 تم نصب تماثيل لكلّ من لاكي لوك ورانتانبلان وجو دالتون في (Jules Van den Heuvelstraat) منطقة (Middelkerke) في بلجيكا. وقد صمّم التماثيل لوك مادو.

## اقرأ أيضاً
تانتان

## روابط خارجية
- لاكي لوك على موقع ميوزك برينز (الإنجليزية)
- لاكي لوك على موقع ديسكوغز (الإنجليزية)